# Храм Святого Николая Чудотворца (Исетское)
Храм Святого Николая Чудотворца — православный храм в селе Исетское, Свердловской области.
Постановлением Правительства Свердловской области № 859-ПП от 28 декабря 2001 года присвоен статус памятника архитектуры регионального значения.

## Описание
В центре села, на возвышенности, в нескольких десятках метров от реки Исети, находится не действующая много лет Николаевская церковь 1917 года постройки.
В архивных документах указано, что композиция церкви формировалась постепенно. Первыми, в период с 1905 по 1910 год, были построены деревянная колокольня, сторожка и кладовая. В 1913 году Пермским строительным отделом был утверждён окончательный проект новой церкви. Строительные работы велись в 1910—1917 годах и были прекращены на этапе отделки фасадов. Фасадные плоскости храма расчленены по горизонтали рустами и карнизом на два яруса, а на углах закреплены широкими лопатками. Центр нижнего яруса выделен порталом с выступающим крыльцом. Карниз украшен аркатурным поясом и рядом мелких ширинок. Объём восьмерика усложнен полуглавием (круглым фронтоном), поднимающимся выше горизонтали карниза. Храм завершала шатровая кровля с декоративными главками. Интерьеры, за исключением фрагментов настенных росписей, не сохранились. Притвор перекрыт цилиндрическим сводом. Церковь считается памятником церковной архитектуры начала XX века с региональным русским стилем на Урале.

## История
Первоначально была построена деревянная, двухпрестольная церковь. Приход был образован в 1845 году к моменту завершения строительства правого придела деревянного храма. Главный храм построен во имя святителя Николая, архиепископа Мирликийского, освящен 13 марта 1852 года. Правый придел во имя пророка Илии, освящён 6 декабря 1845 года.
В 1930-е годы церковь закрыли, здание было передано для нужд Исетского колхоза в 1932 году, использовалась как сельскохозяйственный склад. В настоящее время на стенах церкви сохранились ряд фресок, храм не восстанавливается.
Священник Темновского села Екатеринбургского уезда, Мокроусов Александр Ильич, был расстрелян 12 (15) июня 1918 года. Согласно архивным данным, отец Александр был избит отрядом вооружённых людей, подвергнут издевательствам и глумлению, а позднее расстрелян из винтовок. 22 мая 2003 года (в день памяти святителя Николая чудотворца) состоялся крестный ход от церкви Архангела Михаила в селе Маминское до Исетской церкви. В храме был отслужен водосвятный молебен, стены храма окроплены. Затем ход прошествовал на кладбище, где было отслужено поминовение, а на могиле отца Александра Мокроусова установлены деревянные крест и ограда.

## Галерея

caption
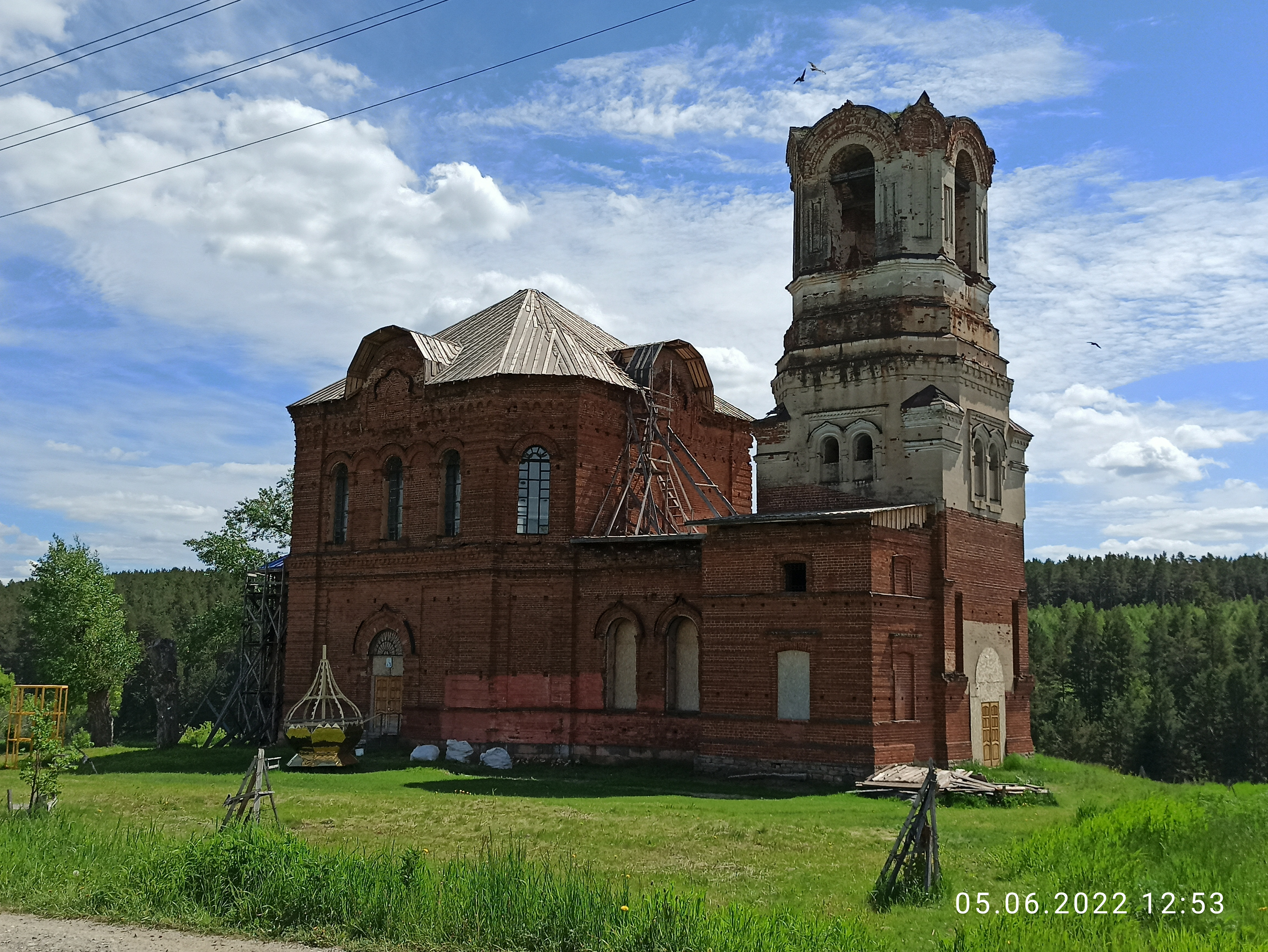
Северо-западный угол; 2022 год
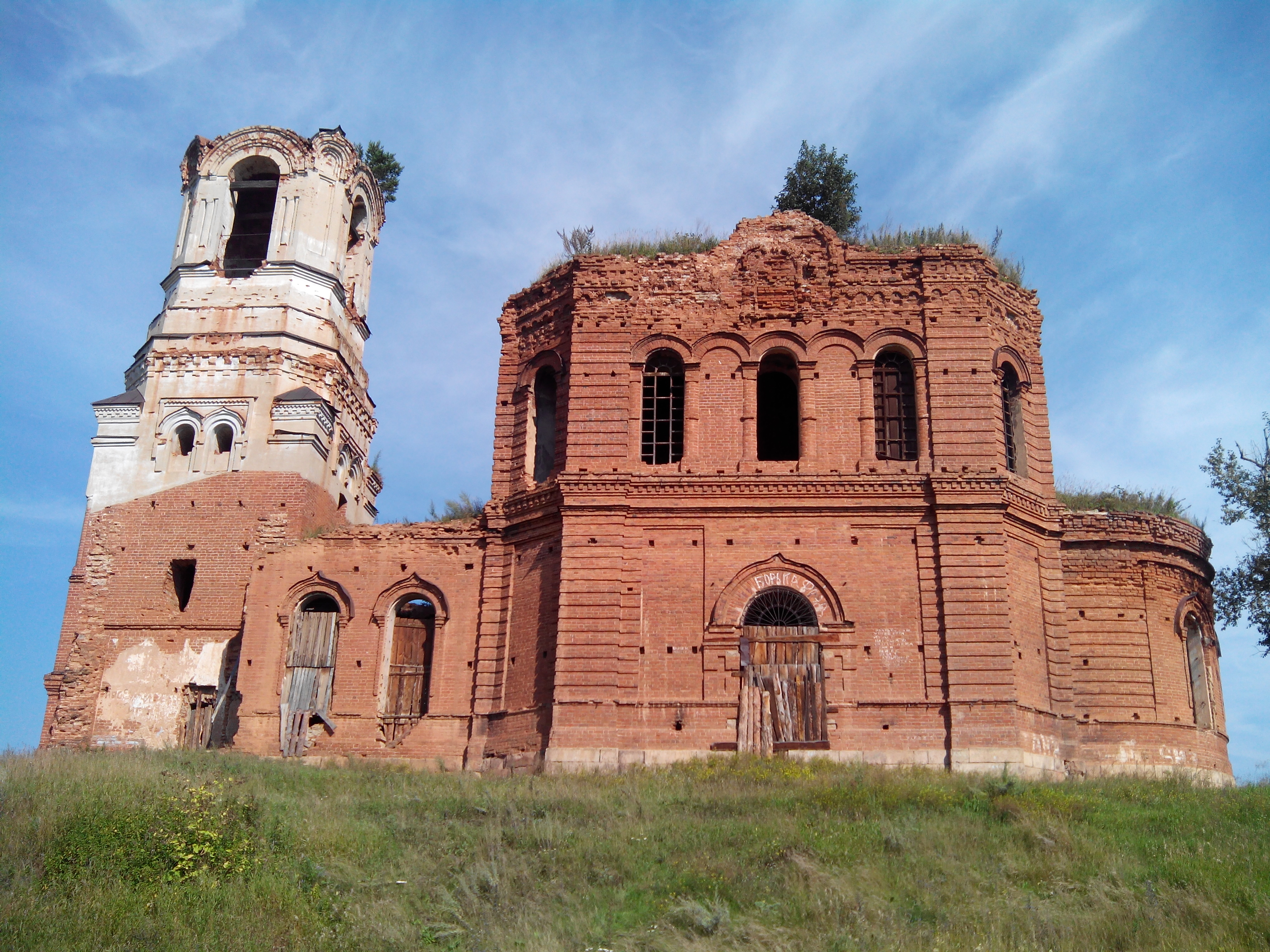
Южный фасад; 2013 год
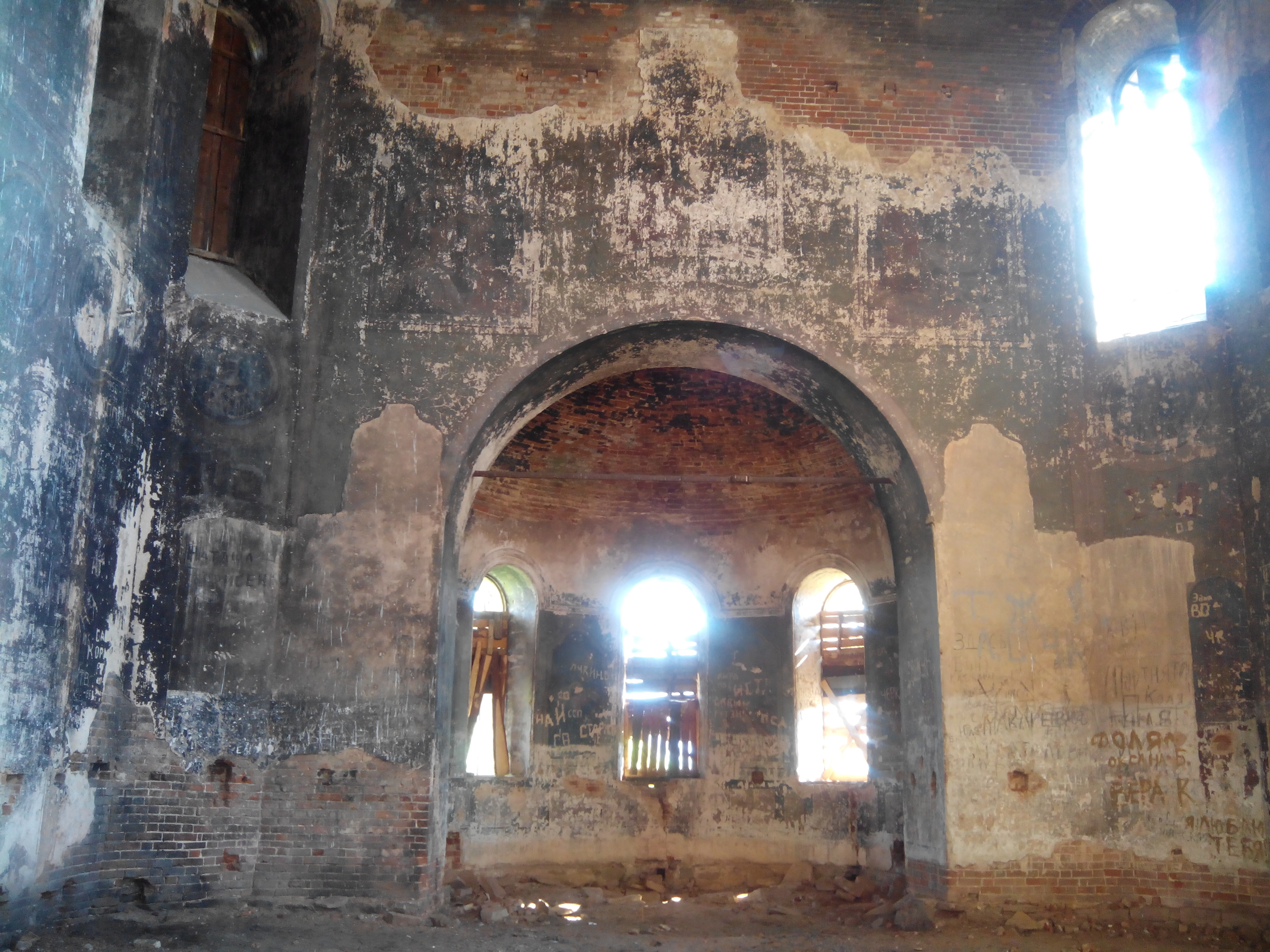
Алтарь
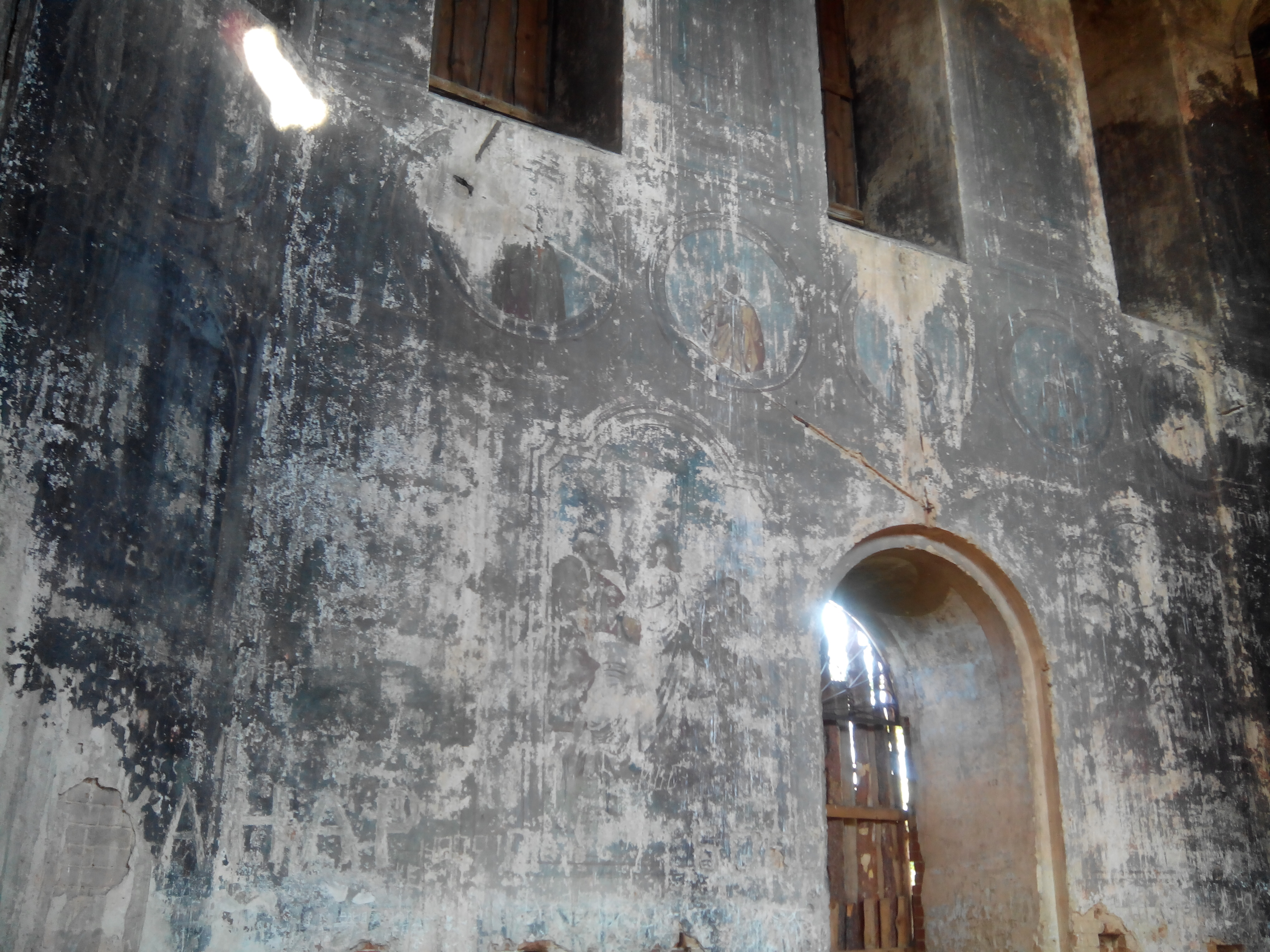
Фрески на стенах
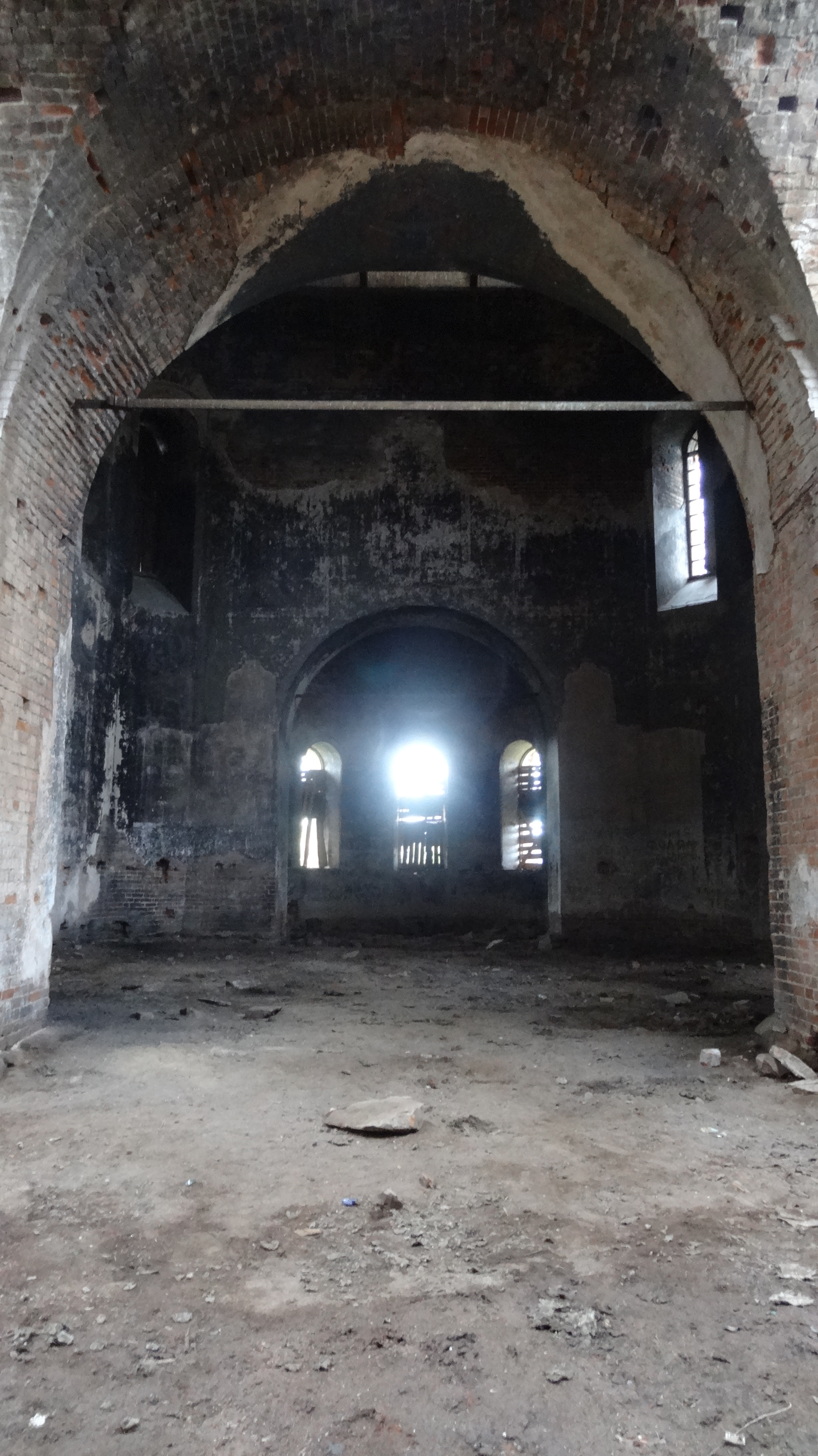
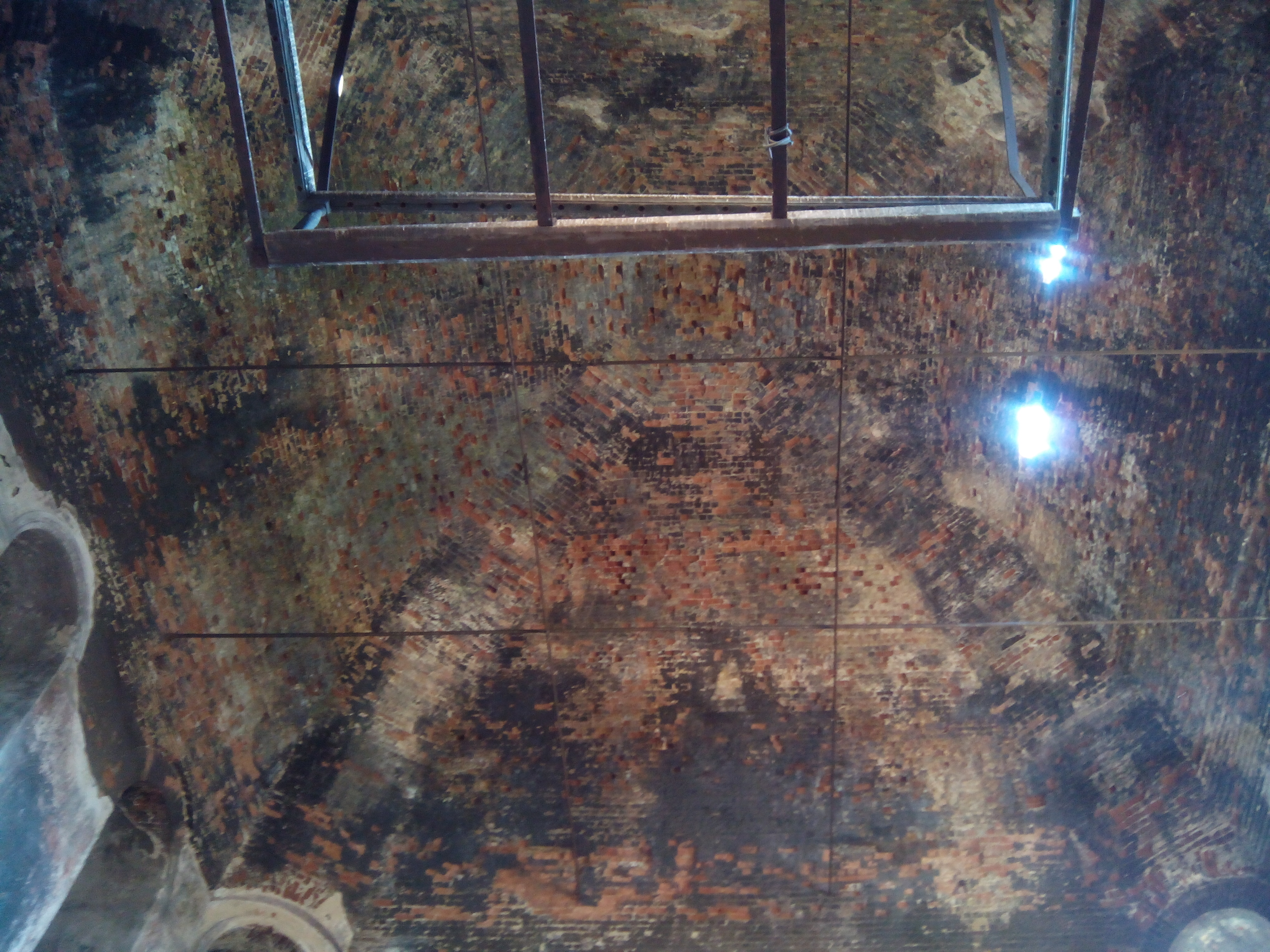
Большой купол
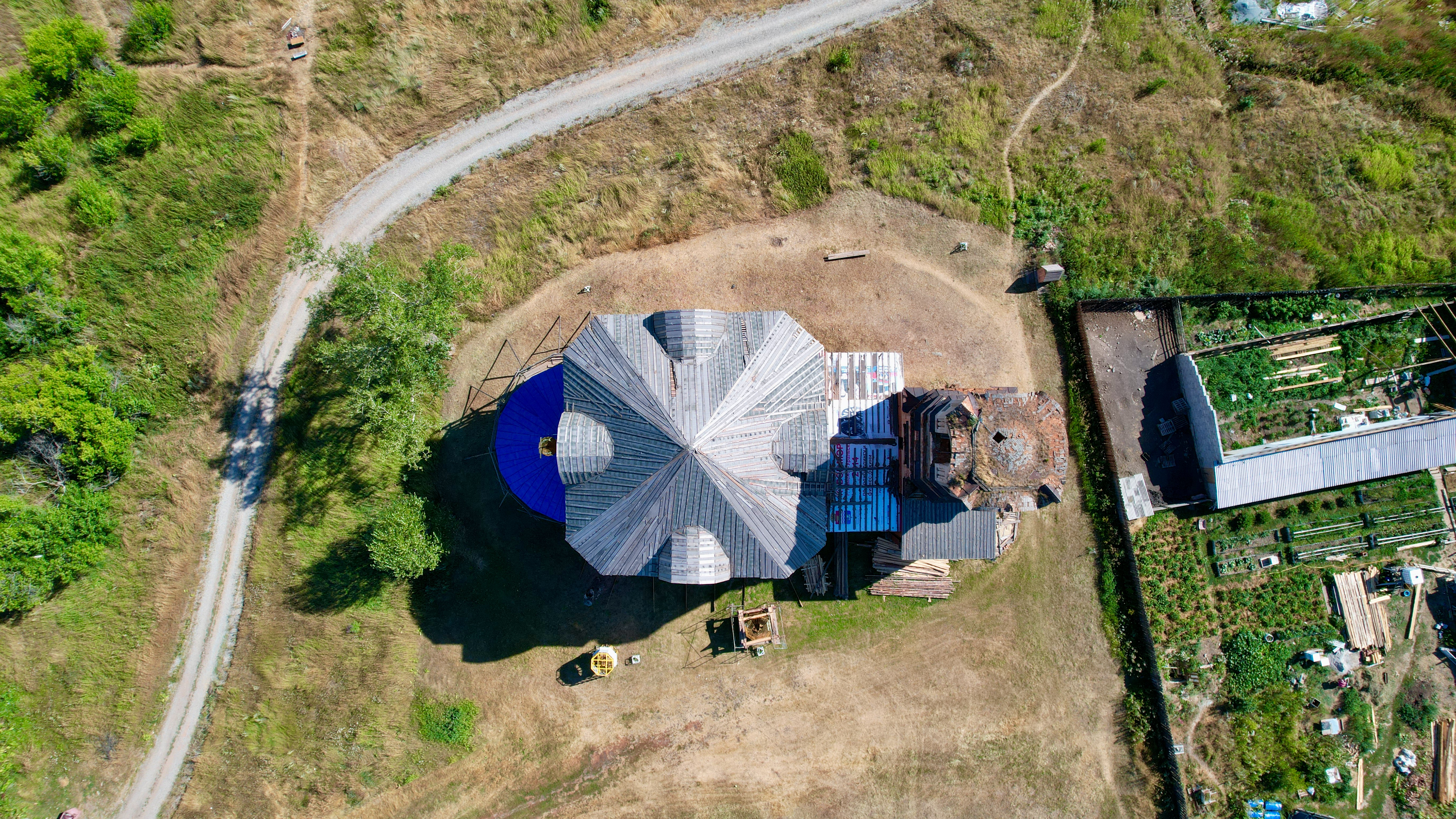
Вид с высоты